# Santa Maria Mater Dei
Santa Maria Mater Dei é uma igreja de Roma localizada na Via della Camilluccia, 120, no quartiere Della Vittoria, ao norte do Monte Mario. É dedicada a Nossa Senhora sob o título de "Mãe de Deus" (em latim: Mater Dei; em grego:  Theotokós).
Santa Maria Mater Dei é, também, o título de uma solenidade da Igreja Católica celebrada liturgicamente no dia 1º de Janeiro. O Papa Pio XI, por ocasião do XV centenário do Concílio de Éfeso (431), havia instituído esta Festa Mariana no dia 11 de outubro, em memória deste Concílio, onde se proclamou solenemente Santa Maria como verdadeira Mãe de Cristo. Mas, o Concílio Vaticano II transladou a festa para 1º de janeiro.
Maria de Nazaré tem inúmeros epítetos. Uma grande parte deles evocados na chamada Ladainha Lauretana.

## História

### Origem
Do ponto de vista pastoral, a precursora desta igreja é a pequena capela da Madonna del Buon Consiglio a Via della Camilluccia, do início do século XIX, que sobrevive mais para adiante na mesma rua, atualmente desconsagrada.
Os Filhos da Divina Providência (conhecidos como "orioninos") deram início a um gigantesco complexo social e esportivo, o Centro Don Orione, depois da Segunda Guerra Mundial num grande terreno na encosta norte do Monte Mario. Na época, o único grupo de edificações na região era um resort terapêutico construído pelo conhecido arquiteto Enrico Del Debbio numa villa que tornar-se-ia o centro da paróquia (no número 140 da mesma via). Este resort era uma "colônia helioterápica" que pregava supostos benefícios da radiação solar na recuperação de pacientes de tuberculose: o projeto da villa reflete justamente este interesse em banhos de sol.
A paróquia foi instituída em 1978 e é administrada pelos orioninos. Tanto a igreja quanto a sede paroquial eram, na época, elementos pouco notáveis do Centro, o que sublinhou o fato de que a primeira localidade não era de fato adequada. O resort vizinho foi adquirido e os escritórios da paróquia se mudaram para a villa. A igreja passou a ser uma pequena construção de teto plano na extremidade sul de uma ala anexa de um andar no fundo da mesma villa.
Em 2001, o papa São João Paulo II visitou a paróquia e, logo em seguida, um projeto para uma nova igreja foi implementado. A capela do antigo orfanato no Centro foi reconstruída e convertida numa igreja paroquial, uma obra do arquiteto Giovanni Battista Pagliarulo consagrada em 2003.

### Santa Maria Salus Populi Romani
Os orioninos foram os primeiros responsáveis por uma enorme estátua de cobre dourada de "Santa Maria Salus Populi Romani", batizada assim em referência a um famoso ícone preservado na basílica de Santa Maria Maggiore. Ela é conhecida como "La Madonnina", um diminutivo muito famoso na Itália.
Esta estátua tem nove metros de altura e está no alto de um plinto de outros vinte metros e revestido por lajes de pedra branca localizado no parque atrás do complexo. Obra do escultor Arrigo Minerbi, ela foi inaugurada em 1953. Ao lado está uma pequena capela devocional.

## Descrição
A nova igreja não tem uma identidade arquitetônica separada. Porém, a capela do orfanato original deixou sua marca no formato dos pares de janelas góticas nas paredes do lado esquerdo e do fundo. No interior, um layout inovador foi implementado, envolvendo a inclusão de um presbitério circular num espaço retangular.
A frente do altar-mor é uma peça em estilo barroco afixada numa mesa de madeira simples, oriunda da igreja original. Ela está revestida por painéis de ônix com um roundel de mármore com o monograma dourado de Nossa Senhora e as letras gregas MP ΘY, Nomina sacra que significa "Mãe de Deus".
Na parede atrás do altar está o venerado ícone (Salus Populi Romani) pintado para a igreja antiga por Antonio Aloisi em 1957. Os vitrais representando São Luigi Orione, o fundador da congregação, e São João Paulo II são de Paolo Carpetti. A pia batismal está decorada pela obra "O Mistério da Luz", de Amedeo Mangino.